# 佐伯港

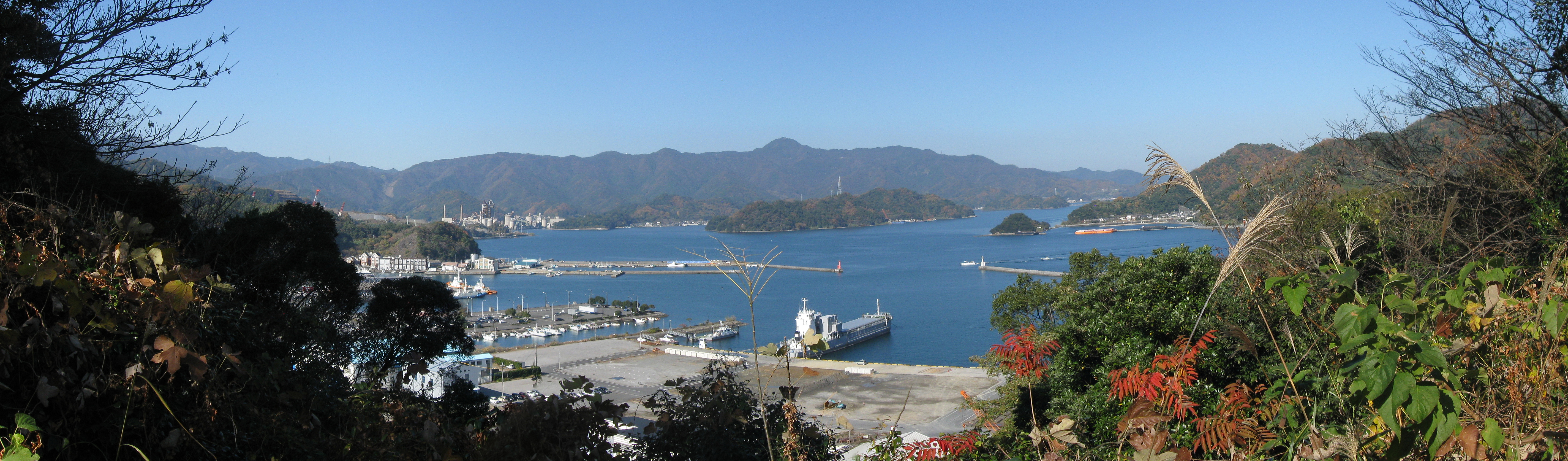
佐伯港

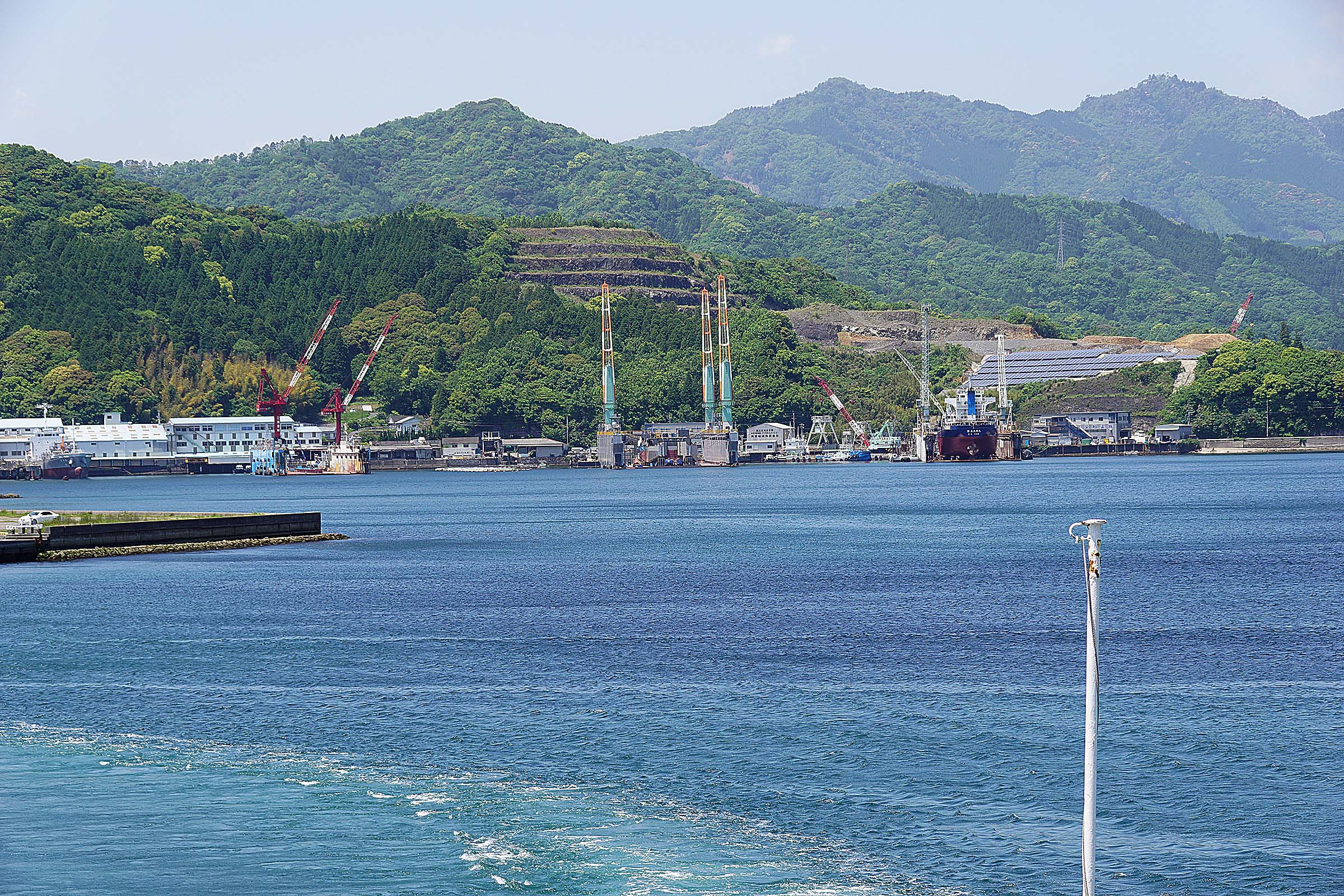
佐伯港

佐伯港（さいきこう）は、大分県佐伯市にある港湾。港湾管理者は大分県で、重要港湾に指定されている。佐伯湾奥に位置する。また、大分県によって拠点港(防災拠点港)に指定されている。

## 概要
瀬戸内海への入口にあたる豊後水道のリアス式海岸に形成された港で、前面を大入島に覆われ、地形と水深に恵まれた天然の良港として古くから栄えた。昭和初期には軍用施設として整備され、戦後には木材、石灰石の輸入及びセメントの輸出で発展した大分県南部地域の物流の拠点である。ただし、2010年（平成22年）4月に太平洋セメント大分工場佐伯プラントがセメントの生産を停止したため、現在は石灰石及びセメントの取り扱いはなくなっている。
2013年度（平成25年度）に大型化した船舶が直接着岸できるように、水深14mの大水深岸壁の整備が完了した。しかし、この工事によって発生する土砂等を受け入れるための大入島石間区の海岸の埋め立てには環境保護などの観点から大入島島民を中心とした反対運動も起こった。
佐伯港からは周辺の離島との間の定期航路が開設されている。かつては高知県宿毛市との間に定期フェリーが就航していた。
また、佐伯港には、海上自衛隊佐伯基地が置かれている。

## 沿革
- 1934年（昭和9年） - 佐伯海軍航空隊が開設され軍用施設としての整備が始まる。
- 1954年（昭和29年）7月1日 - 関税法に基づく開港に指定。
- 1959年（昭和34年） - 本格的な港湾施設の整備拡充が始まる。
- 1970年（昭和45年）5月 - 重要港湾に指定。
- 1995年（平成7年） - 多目的国際ターミナル・-14m岸壁に着工。
- 2014年（平成26年）3月28日 - -14m岸壁供用開始[4]。

## 主な施設

### 女島地区
主に原木や石膏等の外国貿易の貨物を取り扱う。また、バイオマス発電燃料も取り扱う(高知港、宇島港(福岡県豊前市)への中継拠点でもある。)。地区内には、興人佐伯工場や、清掃工場のエコセンター番匠等も位置している。
- -14m岸壁
  - 多目的国際ターミナル[3]

### 鶴谷地区
砂、砂利、鋼材等の国内輸送（内貿）の貨物を取り扱う。
- -5.5m岸壁
- -4.5m岸壁

### 葛地区
近隣の離島との間の定期船の発着場が整備され、漁船だまり、魚市場も位置している。
- -5.5m岸壁
- -5.5m岸壁
- -3m物揚場

## 定期航路
- 大入島観光フェリー（第5大入島、第8大入島）
  - - 大入島 （1日15往復、所要時間約7分）
- 豊海運（常栄１号、マリンスター常栄）
  - - 竹ケ谷 - 塩内 - 日向泊 - 高松 - 佐伯港 （大入島循環、1日4便、所要時間約1時間）
  - - 守後 - 久保浦 - 堀切 - 片神 （大入島往復、1日各12便、所要時間約15分）
- 仁誠丸
  - - 石間 （1日11往復、所要時間約7分）
- 荒吉丸
  - - 荒網代 （1日11往復、所要時間約10分）
- 佐伯市大島航路（おおしま）
  - - 丹賀 - 大島（地下・田の浦） （1日3往復、所要時間約30～35分）